# Wissinghauser Heide
Wissinghauser Heide este o arie protejată (arie specială de conservare — SAC, sit de importanță comunitară — SCI) din Germania întinsă pe o suprafață de 24,82 ha, integral pe uscat.

## Localizare
Centrul sitului Wissinghauser Heide este situat la coordonatele 51°14′07″N 8°37′43″E / 51.2353°N 8.6286°E.

## Înființare
Situl Wissinghauser Heide a fost declarat sit de importanță comunitară în octombrie 2000 pentru a proteja un număr necunoscut de specii din flora spontană și fauna sălbatică aflate în arealul zonei. Situl a fost protejat și ca arie specială de conservare în decembrie 2003.

## Biodiversitate
Situată în ecoregiunea continentală, aria protejată conține 2 habitate naturale: Pajiști uscate europene, Păduri de fag Luzulo-Fagetum.
La baza desemnării sitului se află un număr nedeclarat de specii protejate.